# 용흥중학교
용흥중학교(龍興中學校)는 경상북도 포항시 북구 용흥동에 있었던 공립 중학교이다.

## 학교 연혁
- 1988년 11월 21일 : 용흥중학교 설립 인가
- 1989년 2월 17일 : 본관 20개 교실 준공
- 1989년 3월 1일 : 초대 최명건 교장 취임
- 1989년 3월 1일 : 개교(8개 학급 편성)
- 1989년 3월 6일 : 입학식 (8개 학급 429명)
- 2005년 10월 27일 : 학교 도서관 개관(용누리 도서관)
- 2008년 2월 4일 : 소강당 완공(250m2)
- 2018년 2월 9일 : 제27회 졸업식 거행(졸업생 25명, 총 6,246명)
- 2018년 3월 1일 : 제16대 조재형 교장 취임
- 2018년 3월 2일 : 입학식(신입생 8명)
- 2019년 3월 1일 : 30년만에 폐교[1]

## 참고 자료
- 용흥중학교 - 한국교육학술정보원 학교알리미